# 女艾
女艾（？—？），中国夏朝君主少康手下的一个女性将领，她曾帮助少康到寒浞的儿子寒浇的封地过国去侦察情况。相传，女艾曾经装扮成一个仆人，借著缝补衣服，与寒浇同住一个房间，作为少康的内应，刺探寒浇的机密。
女艾發現寒澆與寡嫂女岐私通，尋機謀刺寒澆，结果誤殺女岐。後來少康又得知打獵的機會，放出獵犬咬死了寒浇。